# Eliye Springs Airport
Eliye Springs Airport är en flygplats i Kenya. Den ligger i den nordvästra delen av landet, 500 km norr om huvudstaden Nairobi. Eliye Springs Airport ligger 445 meter över havet.
Terrängen runt Eliye Springs Airport är platt. Runt Eliye Springs Airport är det glesbefolkat, med 12 invånare per kvadratkilometer. Det finns inga samhällen i närheten. Trakten runt Eliye Springs Airport är ofruktbar med lite eller ingen växtlighet.